# Antonín Nedoma
Antonín Nedoma (1840 Ledčice – 3. září 1927 Vraňany) byl rakouský a český rolník a politik, na konci 19. století krátce poslanec Českého zemského sněmu.

## Biografie
Narodil se v Ledčicích, v usedlosti čp. 28. Byl synem místního evangelického učitele Josefa Nedomy a Anny, rozené Michalové. Starší bratr Bedřich Nedoma byl malířem a technikem.
Antonín Nedoma se zpočátku věnoval obchodu, pak spravoval zemědělskou usedlost. V roce 1868 spolupořádal tábor lidu. Později žil ve Vraňanech, kam se přiženil. Koncem 19. století se uvádí jako člen okresního výboru a okresní školní rady v Mělníku a delegát zemské zemědělské rady.
V 90. letech 19. století se zapojil i do zemské politiky. Ve volbách v roce 1895 byl zvolen v kurii venkovských obcí (volební obvod Mělník) do Českého zemského sněmu. Politicky patřil k mladočeské straně. Roku 1896 na mandát rezignoval.
Zemřel v září 1927. Pohřben byl na evangelickém hřbitově v Ledčicích.